# 십자가형

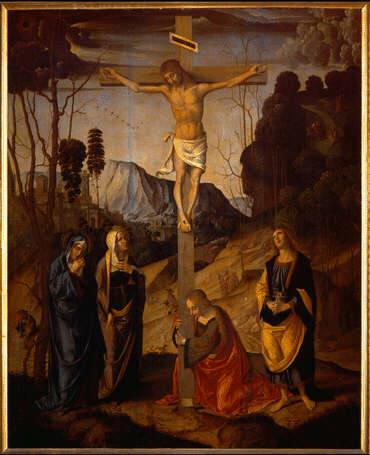
Crucifixion of Jesus by Marco Palmezzano (Uffizi, Florence), painting c. 1490

십자가형(十字架刑, 영어: Crucifixion)은 고대 로마의 사형 방법 가운데 하나다. 본래는 신아시리아, 페니키아, 페르시아 제국에서 사용하던 처형 방법이다. 그러나 많은 사람이 아는 것과 다르게 실제 고대 로마에서 십자가형은 처형 기구 특성상 십자가 모양이 아닌 T자 모양이었다.

## 역사
로마에서는 기원전 1세기 말, 식민지인에 대한 처형 방법으로 십자가형을 공식 채택하였는데, 처음에는 노예들을 나무에 묶어놓고 고통을 주는 가혹한 체벌에 불과했다. 하지만, 기원후 1세기부터 로마 제국에 대항하는 자들에 대한 처형 방법으로 성격이 바뀐다. 실례로 70년 티투스 장군은 유대독립전쟁을 진압하면서, 포로들을 매일 500명씩 십자가형에 처했다. 역사학자 요세푸스에 따르면 ‘더 이상 십자가를 세울 만한 공간과 나무 십자가를 구할 수 없을 정도'로 십자가에 못박혀 죽은 사형수들이 많았다고 한다.

## 십자가형과 성서고고학
기독교에서, 십자가형이 성서고고학을 통해 설명된 것은 1967년 이후이다.
동예루살렘에서 1967년 신약시대의 무덤들과 그중 한 무덤에서 8개의 유골함이 발견된 사건이 그 배경이다. 당시 이 유골함에서는 17구의 유골이 발견되었는데, 이는 유대인들의 장례법에 의한 것이다. 유대인들은 기원전 8세기 이후 페르시아의 영향으로 부활신앙을 갖고 있었기 때문에 사람이 죽으면 바위를 파서 만든 바위무덤에 시신을 안치했다가, 유골이 되면 유골함에 모시는 방법으로 장례를 치렀다. 신약성서에서 예수가 십자가에서 숨을 거두자 아리마태아 사람 요셉이 바위무덤에 모셨다는 이야기가 나오는 것도 그러한 이유에서이다.
그런데 이중 한 유골의 발뒤꿈치 뼈에 철제 못이 박혀 있는 것을 이스라엘 고고학청에서 확인하면서, 십자가형으로 죽은 사람의 유골이 처음 발견된 것이다. 유골의 손목 뼈에는 날카로운 흠집이 있어서, 십자가형이 사형수의 손과 발이 아닌, 손목과 발뒤꿈치에 못을 박는 방법으로 집행되었다는 것이 확인되었다. 이러한 성서고고학의 성과는 1979년 대학생선교회에서 제작한 선교영화인 예수의 십자가형 장면에 반영되어 로마군인들이 예수와 두 강도의 손목에 못을 박은 뒤, 포갠 발 뒤꿈치에도 못을 박는 장면이 나온다. 그리고 무릎 아래의 두 개의 정강이뼈가 부러져 있음을 발견한 학자들은 십자가형을 집행한 자들이 해가 지기 전에 시신을 거둬 매장하기 위해서 사형수의 다리를 부러뜨린 증거로 추정한다. 요한의 복음서에 따르면 예수와 함께 십자가형을 당한 두 강도들도 안식일이 되기 전 시체를 거두기 위해서 다리를 부러뜨렸다.(요한 19:31∼33)
참고로 유골의 주인은 유골함에 새겨진 이름에 따르면 요한난 벤 하그콜, 즉, 하그콜의 아들 요한난이다. 나이는 24~28세 사이로, 무덤을 갖추어 장례를 치를 만큼 부유한 집의 청년이었다.

## 처형 기구와 처형 방법

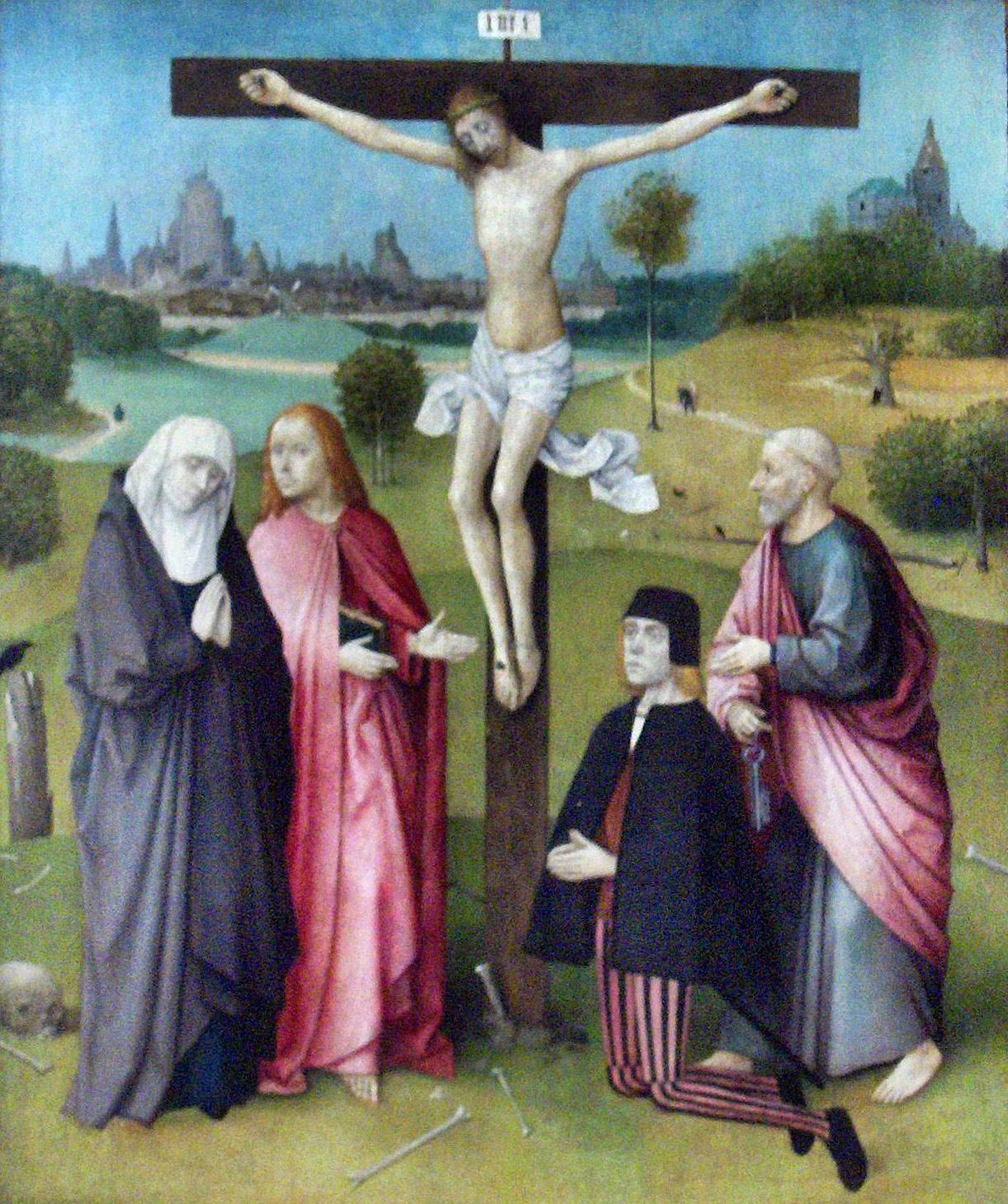
예수의 십자가형, 1490년 그림

십자가형의 처형 기구는 두 부분으로 나뉜다. 땅에 박혀 고정된 세로축의 사각 나무 기둥과, 죄인의 손이나 팔목에 못을 박아 고정시키는 가로축의 이동 가능한 사각 나무 기둥이다. 고대 로마에서는 십자가형을 위하여 모든 도시에는 지반에 고정된 나무 기둥이 있어야 했다. 사형수는 가로축의 나무 기둥에 팔이 줄로 고정되어 못이 박히면, 로마 군인들에 의하여 세로축 나무 기둥 꼭대기에 얹혀졌다.(두 나무의 접합 부분에는 분리되지 않도록 홈이 맞추어져 있다.) 그리고 발목을 세로 기둥에 고정시켜 못을 박는 것으로 처형식이 끝이 난다. 그 이후에는 중력으로 인하여 오랜 시간에 걸쳐 몸이 아래로 처지게 되며, 처진 몸이 횡격막을 압박하게 됨에 따라 질식사한다고 추정하고 있다.

## 잔인성

### 근육경련과 질식
십자가형은 십자가 형틀에 못박혀 매달린 사형수가 근육경련과 질식현상으로 수 시간 내에 혼수상태에 빠지게 하여 고통스럽게 죽게 하는 공개처형이었다. 그래서 한국대학생선교회에서 제작한 영화 예수에서는 사형수 한 명이 엉덩이를 받치는 틀을 만들어 늦게 죽도록 했는데, 예수와 그와 함께 처형된 두 사형수들은 그러지 않음으로써 빨리 죽게 하는 장면이 나온다.

### 벌거벗김, 공포, 인권침해
사형수들이 벌거벗겨진 상태, 즉 겉옷과 속옷(라틴어로는 튜닉, 헬라어로는 키톤이라고 하는데, 요한 복음서에서는 키톤을 속옷이라는 뜻의 단어로 사용했다.)이 강제로 벗겨져 팬티도 벌거벗겨진 상태에서 처형된다는 점(요한복음 19:23), 자기가 못박힐 십자가를 지고 가야 한다는 점(요한복음 19:17)도 십자가형의 잔인성을 말해준다.

### 키케로
그래서 로마사람들은 철학자 키케로가 "십자가라는 단어 자체가 로마시민에게서, 그의 생각이나 눈, 귀에서조차 아주 제거되어야 하는 것이다. 왜냐하면 단지 십자가형의 실제적인 집행뿐만 아니라 그것의 언급마저도 로마시민과 자유인에게는 합당치 않은 것이기 때문이다."고 할 정도로 십자가형을 매우 혐오했다.

### 고통
십자가형은 최소 하루 이상은 매달려야 했다. 해당 형을 집행하기 이전에 채찍질을 하는 데다가 까마귀들에게 쪼이고 나무 표면에 긁혀서 심한 고통을 당했다고 전해진다. 예수의 경우 군인들이 건넨 몰약(포도주가 섞인 음료)을 사양했다고 전해진다.
또한, 십자가에 못박힌 사형수는 숨을 쉴 때마다 다리에 약간의 힘이 들어가므로 고통이 심하다고 전해진다.

## 같이 보기
- 예수의 십자가형

## 참고 문헌
- 김성(2002), "십자가에 달린 요한", 《김성 교수의 성서고고학》, 동방미디어.[쪽 번호 필요]
- 마르틴 헹엘. 《십자가 처형》(감은사, 2020); 독일어 원서명: "Mors turpissima crucis" (594-652) in Studien zum Urchristentum; 영역: Crucifixion.